# Moggridgea rainbowi
Moggridgea rainbowi is een spinnensoort uit de familie Migidae. De wetenschappelijke naam van de soort werd voor het eerst geldig gepubliceerd in 1919 door Pulleine als Aganippe rainbowi.
De soort komt voor in Australië.